# Воропаєв Юрій Миколайович
Воропаєв Юрій Миколайович (10 січня 1955, м. Макіївка Донецької області) — народний депутат України, член Партії регіонів та Опозиційного блоку.

## Освіта
- 1973 р. — Армавірський юридичний технікум.
- 1980 р. — Харківський юридичний інститут, спеціальність — правознавство, кваліфікація — юрист.

## Трудова діяльність
1974 р. — робітник Харцизького канатного заводу, Донецька область.
З 1974 по 1976 рік — служба в Збройних силах СРСР.
З 1977 по 1979 рік — секретар комсомольської організації СПТУ № 85 м. Макіївка.
1979—1996 рр. — служба в органах державної безпеки України на посадах слідчого та юриста.
1996—2003 рр. — начальник юридичного відділу, начальник юридичного управління Першого Українського Міжнародного банку, м. Донецьк.
2003—2005 рр. — керівник юридичного департаменту ЗАТ «Систем кепітал менеджмент», м. Донецьк.
2005—2006 рр. — директор ТОВ «Юридична фірма „Воропаєв та партнери“», м. Донецьк.

## Депутатська діяльність
Народний депутат України 5-го скликання з травня 2006 по листопад 2007 від Партії регіонів, № 74 в списку. На час виборів: директор ТОВ "Юридична фірма «Воропаєв та партнери», член ПР. Голова підкомітету з питань господарського законодавства Комітету з питань економічної політики (з 07.2006), член фракції Партії регіонів (з 05.2006).
Народний депутат України 6-го скликання з листопада 2007 по грудень 2012 від Партії регіонів, № 74 в списку.
Народний депутат України 7-го скликання з 25 грудня 2012 року. Обраний від Партії регіонів (№ 26). Відзначився підписом у зверненні до депутатів польського Сейму з проханням "визнати Волинську трагедію геноцидом щодо польського населення і засудити злочинні діяння українських націоналістів, голосуванням «диктаторські» закони.
Народний депутат України 8-го скликання з 27 листопада 2014 року по серпень 2019 року. Обраний від партії «Опозиційний блок» (№ 13).
18 січня 2018 року був одним з 36 депутатів, що голосували проти Закону про визнання українського суверенітету над окупованими територіями Донецької та Луганської областей.

## Сім'я
Дружина — Воропаєва Наталія Олексіївна, народилася 28.03.1955 р.н. в м. Матвіїв Курган Ростовської області, адвокат.
Син — Воропаєв Євген Юрійович, 11.08.1978 р.н.
Донька — Нечай Анна Юріївна, 05.04.1983 р.н., адвокат, працює в юридичній фірмі «Воропаєв та партнери» та помічником народного депутата від «Опозиційного блоку» Олександр Долженкова.

## Зв'язок з Ахметовим
Воропаєва неофіційно прозвали «адвокатом Ахметова» за те, що він, фактично керує ПР і лобіює інтереси Ахметова.

## Нагороди
- Заслужений юрист України (2011)[16].